# آبشار پیربالا
یکی از آبشارهای دیدنی استان آذربایجان شرقی است که در پیرامون روستای پیربالا از توابع دهستان میشو شمالی بخش مرکزی شهرستان مرند قرار گرفته‌است. ارتفاع این آبشار حدود ۱۵ متر است.مسیر آبشار پر از جاذبه های دیدنی طبیعی و چشمه های فراوان است .این آبشار در نزدیکی آبشار عیش‌آباد قرار دارد.
| جاذبه : آبشار پیربالا |
| مکان: روستای پیربالا |
| مسیر دسترسی: تبریز-صوفیان-جاده کمربندی مرند-روستای پیربالا                                                                  |
| فاصله: ۸۸ کیلومتر از تبریز(۶۰ کیلومتر اتوبان، ۲۸ کیلومتر جاده آسفالت دوطرفه روستایی)                                        |
| روستاهای مسیر : انامق – محبوب آباد- عیش آباد                                                                                |
| جاذبه های مسیر: کوهستان میشو و دره پیام مرند( نرسیده به پلیسراه مرند) سد خاکی انامق( اول جاده آسفالته دو طرفه روستا سمت چپ) |